# (5756) Wassenbergh
(5756) Wassenbergh ist ein Asteroid des Hauptgürtels, der am 24. September 1960 vom niederländischen Astronomenehepaar Cornelis Johannes van Houten und Ingrid van Houten-Groeneveld im Rahmen des Palomar-Leiden-Survey am Palomar-Observatorium (IAU-Code 675) auf dem Gipfel des 1706 Meter hohen Palomar Mountain etwa 80 Kilometer nordöstlich von San Diego in Kalifornien entdeckt wurde, bei dem von Tom Gehrels mit dem 120-cm-Oschin-Schmidt-Teleskop des Palomar-Observatoriums aufgenommene Feldplatten an der Universität Leiden durchmustert wurden.
Der Asteroid wurde nach dem niederländischen Juraprofessor und Schriftsteller Henry Abraham Wassenbergh (1924–2014) benannt, der von 1977 bis 1994 Professor für Luftfahrtrecht an der Universität Leiden war.